# Coppa del Generalissimo 1958-1959
La Copa del Generalísimo 1958-1959 fu la 55ª edizione della Coppa di Spagna. Il torneo iniziò il 21 dicembre 1958 e si concluse il 21 giugno 1959. La finale si disputò allo Stadio Santiago Bernabéu di Madrid dove il FC Barcellona ottenne la sua quattordicesima affermazione in questa Coppa.

## Formula
In questa edizione, dopo cinque edizioni di assenza, presero parte tutte le squadre di Segunda División, oltre che tutte le 12 squadre di Primera División.

## Squadre partecipanti

### Primera División
Le squadre di Primera División erano qualificate direttamente per i sedicesimi di finale.

#### 16 squadre
| - Athletic Bilbao - Atlético Madrid - Barcellona - Real Betis - Celta Vigo - Espanyol | - Granada - Las Palmas - Osasuna - Real Madrid - Real Oviedo | - Real Saragozza - Real Sociedad - Siviglia - Sporting Gijón - Valencia |

### Segunda División

#### 32 squadre
| - Alavés - CA Almeria - Badajoz - Barakaldo - Baskonia - Cadice - Ceuta Sport - CD Condal | - Córdoba - Deportivo La Coruña - Elche - Eldense - Extremadura - Girona - Hércules - Indautxu | - Levante - Malaga - Plus Ultra - Racing Ferrol - Racing Santander - Rayo Vallecano - Real Avilés - Real Jaén | - Real Murcia - Real Unión - Real Jaén - Sabadell - San Fernando - Sestao Sport - Tenerife - Terrassa |

## Primo turno
|                     | Risultato |                 | Andata | Ritorno | Spareggio |  |
| ------------------- | --------- | --------------- | ------ | ------- | --------- |  |
| Barakaldo           | 3 - 5     | Córdoba         | 0 - 2  | 3 - 3   |           |  |
| Eldense             | 6 - 2     | Real Avilés     | 4 - 0  | 2 - 2   |           |  |
| Alavés              | 1 - 5     | Cadice          | 1 - 1  | 0 - 4   |           |  |
| Baskonia            | 6 - 3     | Malaga          | 2 - 2  | 4 - 1   |           |  |
| Ceuta Sport         | 3 - 5     | CD Condal       | 3 - 4  | 0 - 1   |           |  |
| Deportivo La Coruña | 6 - 4     | CA Almeria      | 3 - 0  | 3 - 4   |           |  |
| Racing Ferrol       | 3 - 4     | Extremadura     | 2 - 0  | 1 - 4   |           |  |
| Racing Santander    | 1 - 2     | Plus Ultra      | 0 - 0  | 1 - 2   |           |  |
| Elche               | 7 - 4     | Girona          | 5 - 0  | 2 - 4   |           |  |
| Badajoz             | 7 - 5     | Sestao Sport    | 5 - 3  | 2 - 2   |           |  |
| Real Unión          | 2 - 2     | Tenerife        | 2 - 0  | 0 - 2   | 1 - 5     |  |
| Sabadell            | 1 - 4     | Real Murcia     | 1 - 4  | 0 - 0   |           |  |
| Hércules            | 6 - 1     | Rayo Vallecano  | 5 - 0  | 1 - 1   |           |  |
| Real Jaén           | 1 - 5     | Real Valladolid | 1 - 1  | 0 - 4   |           |  |
| Levante             | 5 - 4     | Terrassa        | 4 - 2  | 1 - 2   |           |  |
| San Fernando        | 2 - 3     | Indautxu        | 1 - 0  | 1 - 3   |           |  |

## Sedicesimi di finale
|                     | Risultato |                 | Andata | Ritorno | Spareggio |  |
| ------------------- | --------- | --------------- | ------ | ------- | --------- |  |
| Real Betis          | 6 - 4     | Tenerife        | 6 - 1  | 0 - 3   |           |  |
| Eldense             | 2 - 5     | Athletic Bilbao | 0 - 3  | 2 - 2   |           |  |
| Atlético Madrid     | 5 - 3     | Baskonia        | 5 - 1  | 0 - 2   |           |  |
| Badajoz             | 1 - 2     | Osasuna         | 0 - 0  | 1 - 2   |           |  |
| Barcellona          | 3 - 2     | Real Murcia     | 2 - 2  | 1 - 0   |           |  |
| Extremadura         | 0 - 8     | Real Madrid     | 0 - 5  | 0 - 3   |           |  |
| Celta Vigo          | 3 - 3     | CD Condal       | 2 - 2  | 1 - 1   | 1 - 0     |  |
| Granada             | 9 - 6     | Elche           | 8 - 1  | 1 - 5   |           |  |
| Valencia            | 7 - 2     | Córdoba         | 4 - 0  | 3 - 2   |           |  |
| Deportivo La Coruña | 3 - 2     | Real Oviedo     | 1 - 0  | 2 - 2   |           |  |
| Sporting Gijón      | 3 - 2     | Real Valladolid | 2 - 0  | 1 - 2   |           |  |
| Real Saragozza      | 4 - 3     | Levante         | 3 - 0  | 1 - 3   |           |  |
| Hércules            | 1 - 2     | Espanyol        | 1 - 1  | 0 - 1   |           |  |
| Indautxu            | 2 - 2     | Siviglia        | 2 - 2  | 0 - 0   | 2 - 3     |  |
| Las Palmas          | 2 - 3     | Cadice          | 2 - 1  | 0 - 2   |           |  |
| Plus Ultra          | 4 - 3     | Real Sociedad   | 1 - 1  | 3 - 2   |           |  |

## Ottavi di finale
|                     | Risultato |                 | Andata | Ritorno | Spareggio |  |
| ------------------- | --------- | --------------- | ------ | ------- | --------- |  |
| Sporting Gijón      | 0 - 6     | Barcellona      | 0 - 0  | 0 - 6   |           |  |
| Real Madrid         | 5 - 1     | Athletic Bilbao | 4 - 1  | 1 - 0   |           |  |
| Real Saragozza      | 1 - 3     | Valencia        | 0 - 2  | 1 - 1   |           |  |
| Espanyol            | 2 - 5     | Atlético Madrid | 1 - 0  | 1 - 5   |           |  |
| Real Betis          | 3 - 0     | Celta Vigo      | 3 - 0  | 0 - 0   |           |  |
| Deportivo La Coruña | 3 - 3     | Plus Ultra      | 3 - 1  | 0 - 2   | 1 - 2     |  |
| Granada             | 10 - 3    | Cadice          | 6 - 0  | 4 - 3   |           |  |
| Osasuna             | 3 - 4     | Siviglia        | 2 - 2  | 1 - 2   |           |  |

## Quarti di finale
|             | Risultato |                 | Andata | Ritorno |  |
| ----------- | --------- | --------------- | ------ | ------- |  |
| Plus Ultra  | 2 - 7     | Granada         | 1 - 4  | 1 - 3   |  |
| Valencia    | 5 - 2     | Atlético Madrid | 2 - 1  | 3 - 1   |  |
| Real Betis  | 3 - 10    | Barcellona      | 0 - 6  | 3 - 4   |  |
| Real Madrid | 3 - 2     | Siviglia        | 3 - 1  | 0 - 1   |  |

## Semifinali
|             | Risultato |            | Andata | Ritorno | Spareggio |  |
| ----------- | --------- | ---------- | ------ | ------- | --------- |  |
| Granada     | 1 - 1     | Valencia   | 1 - 0  | 0 - 1   | 3 - 1     |  |
| Real Madrid | 3 - 7     | Barcellona | 2 - 4  | 1 - 3   |           |  |

## Finale
| Arbitro: | Manuel Asensi |

|                                       |           |             |
| Martínez 2’ Kocsis 10’ 76’ Tejada 67’ | Marcatori | 58’ Arsenio |